# Yutz
Yutz település Franciaországban, Moselle megyében. Lakosainak száma 17 497 fő (2022. január 1.). Yutz Bertrange, Basse-Ham, Illange, Kuntzig, Manom, Thionville és Stuckange községekkel határos.

## Népesség
A település népessége az elmúlt években az alábbi módon változott:
| Lakosok száma | 15 898 | 16 064 | 16 610 | 16 537 | 16 633 | 17 143 | 17 304 | 17 401 | 17 497 |
|               | 2013   | 2015   | 2016   | 2017   | 2018   | 2019   | 2020   | 2021   | 2022   |